# Gustáv Plavec
Gustáv Plavec (4. dubna 1904 – 5. listopadu 1971) byl slovenský evangelický farář, spisovatel a publicista.
Byl redaktorem časopisu evangelické mládeže Prameň.